# Henry Wallace
Pour les articles homonymes, voir Wallace.
 (février 2020).
Si vous disposez d'ouvrages ou d'articles de référence ou si vous connaissez des sites web de qualité traitant du thème abordé ici, merci de compléter l'article en donnant les références utiles à sa vérifiabilité et en les liant à la section « Notes et références ».
Henry Wallace, né le 7 octobre 1888 à Orient (Iowa) et mort le 18 novembre 1965 à Danbury (Connecticut), est un homme politique américain. Membre du Parti démocrate, il est vice-président des États-Unis entre 1941 et 1945 dans l'administration du président Franklin Delano Roosevelt.
En raison de ses convictions trop progressistes, il est écarté en 1944 de ce poste par le président, qui veut confier la candidature de la vice-présidence à Harry S. Truman. Henry Wallace a avant et après son passage à la vice-présidence exercé des fonctions au cabinet des États-Unis, comme secrétaire à l'Agriculture entre 1933 et 1940 puis comme secrétaire au Commerce entre 1945 et 1946.

## Biographie

### Jeunesse et carrière dans le journalisme et l'agroalimentaire
Henry Wallace est le fils d'un riche fermier de l'Iowa, Henry Cantwell Wallace, secrétaire à l'Agriculture dans les années 1920.
Il prend la direction de la revue de son père, le Farm Progress, de 1924 à 1929. Il y promeut les semences de maïs hybrides F1, qui joueront un rôle clé dans la croissance de l'industrie semencière, les agriculteurs utilisant ces semences devant les racheter chaque année. Il cofonde par ailleurs l'Iowa Seed Company puis créé en 1928 l'Hybrid Corn Company, qui deviendra en 1935 Pioneer, depuis devenu l'un des principaux semenciers mondial. Certaines sources affirment qu'il aurait été à l'origine de l'introduction du melon vert en Chine lors d'un voyage dans les années 1940, probablement en 1944. Après-guerre, il fait aussi de la sélection animale, créant une race de poules à forte capacité pondeuse.

### Secrétaire au cabinet et vice-président de Franklin D. Roosevelt
Franklin Delano Roosevelt nomme Wallace secrétaire à l'Agriculture entre 1933 et 1940. Pendant cette période, Henry Wallace favorise notamment la recherche sur les hybrides.
Il est élu vice-président des États-Unis en janvier 1941, succédant à John Nance Garner, lorsque Franklin Roosevelt est élu président pour la troisième fois d'affilée.
En 1944, il effectue un voyage dans la Kolyma, dont dans la ville de Magadan. Trompé par les Soviétiques, qui lui cachent la réalité des camps, il en revient enthousiaste.
En 1944, il apparait que Franklin D. Roosevelt sera à nouveau réélu, mais qu'il ne tardera pas à décéder du fait de l'évolution de sa maladie : le poste de vice-président devient alors hautement stratégique, son titulaire étant très probablement promis à assumer la présidence pendant la majeure partie du mandat.
Or les cadres conservateurs du parti, mais aussi l'armée et les services secrets, n'acceptent pas l'idée de voir le progressiste Henry Wallace devenir président. C'est ainsi qu'est désigné le modéré Harry S. Truman, qui, alors presque inconnu du grand public, était plus enclin à suivre la ligne préconisée par les cadres du parti, plus libérale et intransigeante sur la question de l'URSS. Franklin D. Roosevelt conserve sa confiance à Henry Wallace et le nomme secrétaire au Commerce dès le début de son quatrième mandat.
Le 20 janvier 1945, Harry Truman succède à Henry Wallace au poste de vice-président et, comme attendu, Franklin Roosevelt meurt 82 jours plus tard. Harry Truman devient donc président des États-Unis. Il maintient provisoirement Henry Wallace à son poste ministériel.

### Candidat du Parti progressiste
Henry Wallace ne s'entend pas avec le président Truman, dont il déplore la politique ferme à l'égard du bloc soviétique. Harry Truman le congédie alors de son poste au cabinet présidentiel le 20 septembre 1946.
À partir de ce moment, Henry Wallace se met à critiquer violemment la « doctrine Truman » concernant l'endiguement du communisme, dénonçant en elle le risque d'« un siècle de peur » (« a century of fear »). Henry Wallace est alors le directeur de la revue de gauche The New Republic, fondée par Herbert Croly, l'inspirateur de l'idéologie progressiste de 1912, et par Walter Lippmann. C'est le seul lien, très indirect, entre le progressisme de 1948 et le mouvement progressiste de 1912 de Theodore Roosevelt et celui, de 1924, de Robert M. La Follette.
Henry Wallace décide de se présenter comme candidat du Parti progressiste à l'élection présidentielle de novembre 1948. Ce parti, créé après 1946 et sans lien direct avec les deux précédents partis homonymes, devait son nom à ses idées très avancées, telles que le pacifisme (alors que débutait la guerre froide avec le blocus de Berlin et le coup de Prague), la revendication d'un salaire minimum et d'une couverture médicale universelle ou encore l'abolition de la ségrégation raciale.
Alors que le maccarthysme n'allait pas tarder à apparaître et en ce début de guerre froide, le soutien des communistes à la candidature de Henry Wallace lui fut préjudiciable : il remporta 2,54 % des suffrages, près de la moitié de ses voix provenant du seul État de New-York, et n'obtenant aucun grand électeur. La campagne progressiste souffrit également de la révélation par la presse de la correspondance ésotérique échangée dans les années 1930 par Henry Wallace, alors secrétaire à l'agriculture, avec Nicholas Roerich.
Vers 1950, Henry Wallace prend ses distances avec le Parti progressiste, qu'il quitte par anticommunisme à l'époque de la guerre de Corée.

## Œuvres
- Agricultural Prices (1920)
- New Frontiers  (1934)
- America Must Choose  (1934)
- Statesmanship and Religion  (1934)
- Technology, Corporations, and the General Welfare  (1937)
- The Century of the Common Man  (1943)
- Democracy Reborn  (1944)
- Sixty Million Jobs  (1945)
- Soviet Asia Mission  (1946)
- Toward World Peace  (1948)
- The Price of Vision - The Diary of Henry A. Wallace 1942-1946 (1973), edited by John Morton Blum

Plusieurs écrits de Wallace ont été traduits en italien pendant le régime fasciste, dans le but de démontrer que l'interventionnisme de Roosevelt avait quelque chose en commun avec le corporatisme fasciste. Mussolini écrivit un compte-rendu du livre de Wallace America must choose (sorti en italien sous le titre Che cosa vuole l'America?) dans le journal du parti fasciste, Il popolo d'Italia.